# Bandakiopsis fonticola
Bandakiopsis fonticola är en kvalsterart som beskrevs av Smith 1979. Bandakiopsis fonticola ingår i släktet Bandakiopsis och familjen Anisitsiellidae. Inga underarter finns listade.